# Plusiophaes scotosa
Plusiophaes scotosa är en fjärilsart som beskrevs av Holland 1894. Plusiophaes scotosa ingår i släktet Plusiophaes och familjen nattflyn. Inga underarter finns listade i Catalogue of Life.